# Akte van Garantie

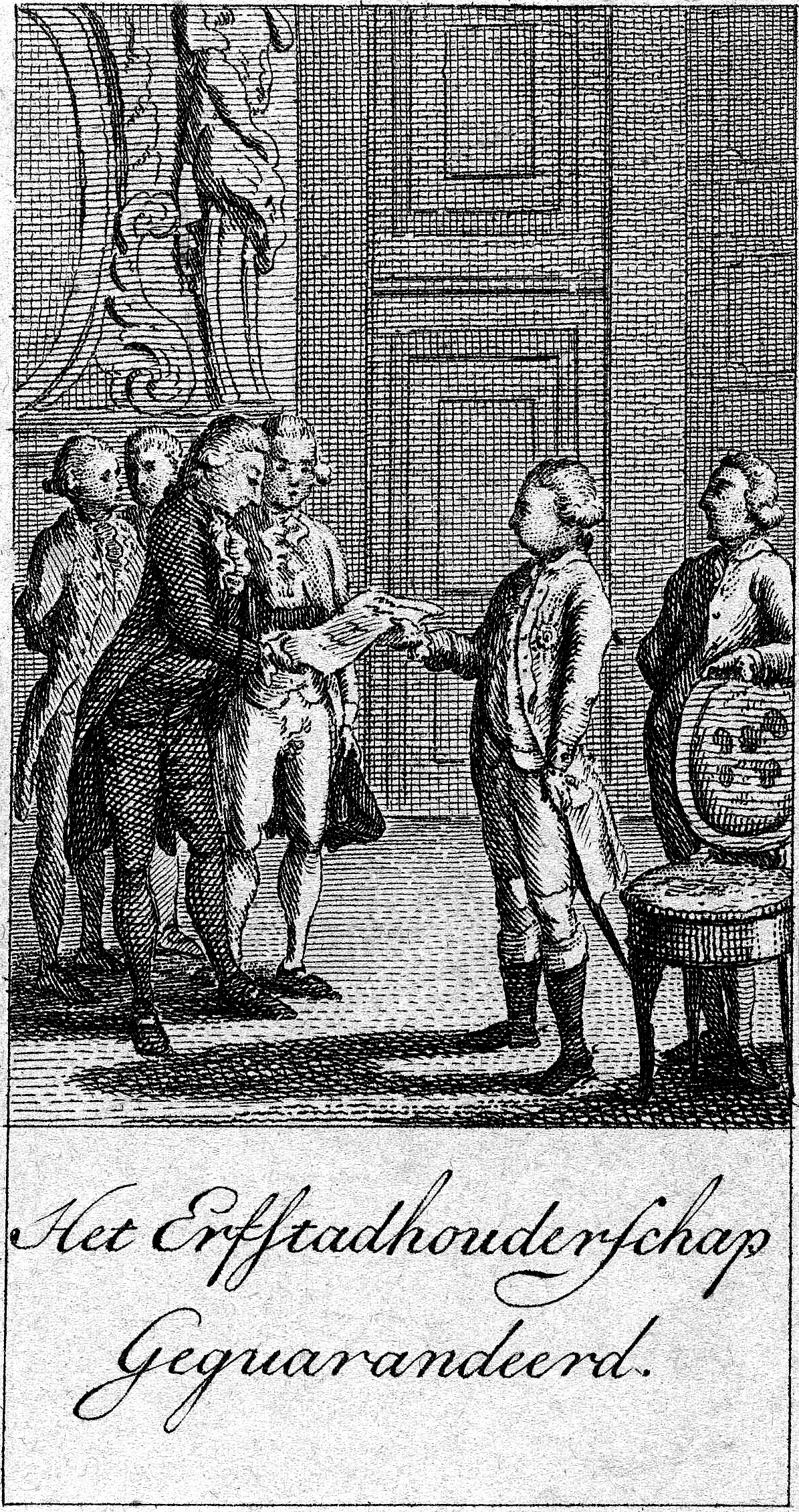
Presentatie door een afvaardiging van de Staten-Generaal in Paleis Huis ten Bosch van de Akte van Garantie aan stadhouder Willem V, op 10 juli 1788. Anonieme gravure. Collectie Rijksmuseum

De Akte van Garantie van het erfstadhouderschap was een besluit uit 1788 waarin de zeven gewesten van de Staten-Generaal en de gevolmachtigde van Drenthe verklaarden dat onder meer het erfstadhouderschap voortaan een vast onderdeel van het staatsbestel van de Republiek der Zeven Verenigde Nederlanden zou zijn. Tevens werd bepaald dat de functie uitsluitend door leden van het huis Oranje-Nassau zou mogen worden bekleed.

## Voorgeschiedenis
In heel Europa was in de tweede helft van de achttiende eeuw in meer of mindere mate sprake van spanningen door een groeiende onvrede onder de bevolking jegens de bovenklasse. Prins Willem V van Oranje-Nassau volgde in 1751 zijn vader op als erfstadhouder van de Verenigde Nederlanden, maar de overigens intelligente prins vertoonde zwak leiderschap en werd sterk beïnvloed door het buitenland. Dit viel vooral niet in goede aarde bij de patriotten, die onder invloed van de Verlichting en de Amerikaanse Revolutie tot hervormingen van staatsinrichting en het recht probeerden te komen. Nadat de Verenigde Nederlanden in 1780 met de Engelsen in oorlog raakte, kwam er steeds meer kritiek op het functioneren van het stadhouderlijk stelsel en brokkelde de invloed en het aanzien van de erfstadhouder steeds verder af. Ontstane spanningen tussen de Oranjepartij en de patriotten bereikten een hoogtepunt en de Verenigde Nederlanden gleden langzaam af naar een burgeroorlog. In de volgende jaren vonden in diverse plaatsen in de gewesten gewelddadige incidenten plaats tussen aanhangers van de partijen, waarbij ook dodelijke slachtoffers te betreuren waren. Daarbij kwamen patriottische politici, tot woede van de Oranjegezinden, in een behoorlijk groot aantal steden in het bestuur terecht, en zagen zij met de erfstadhouder hun eigen invloed en de daaruit voortvloeiende welvaart steeds verder afbrokkelen. Begin september 1785 werd van Willem V het commando over het garnizoen van Den Haag afgenomen, hetgeen de prins enorm te neersloeg. Twee weken later vertrok hij naar Friesland, waar zijn vrouw en kinderen al waren voor een herdenking. Daarna trok de erfstadhouder via Groningen naar paleis Het Loo bij Apeldoorn. Hij had zelfs de intentie om terug te keren naar het hof van zijn voorouders in Dillenburg, maar zijn vrouw weerhield hem ervan en zij betrokken het Valkhof te Nijmegen. Een terugkeer naar het stadhouderlijk hof in Den Haag leek evenwel onmogelijk.

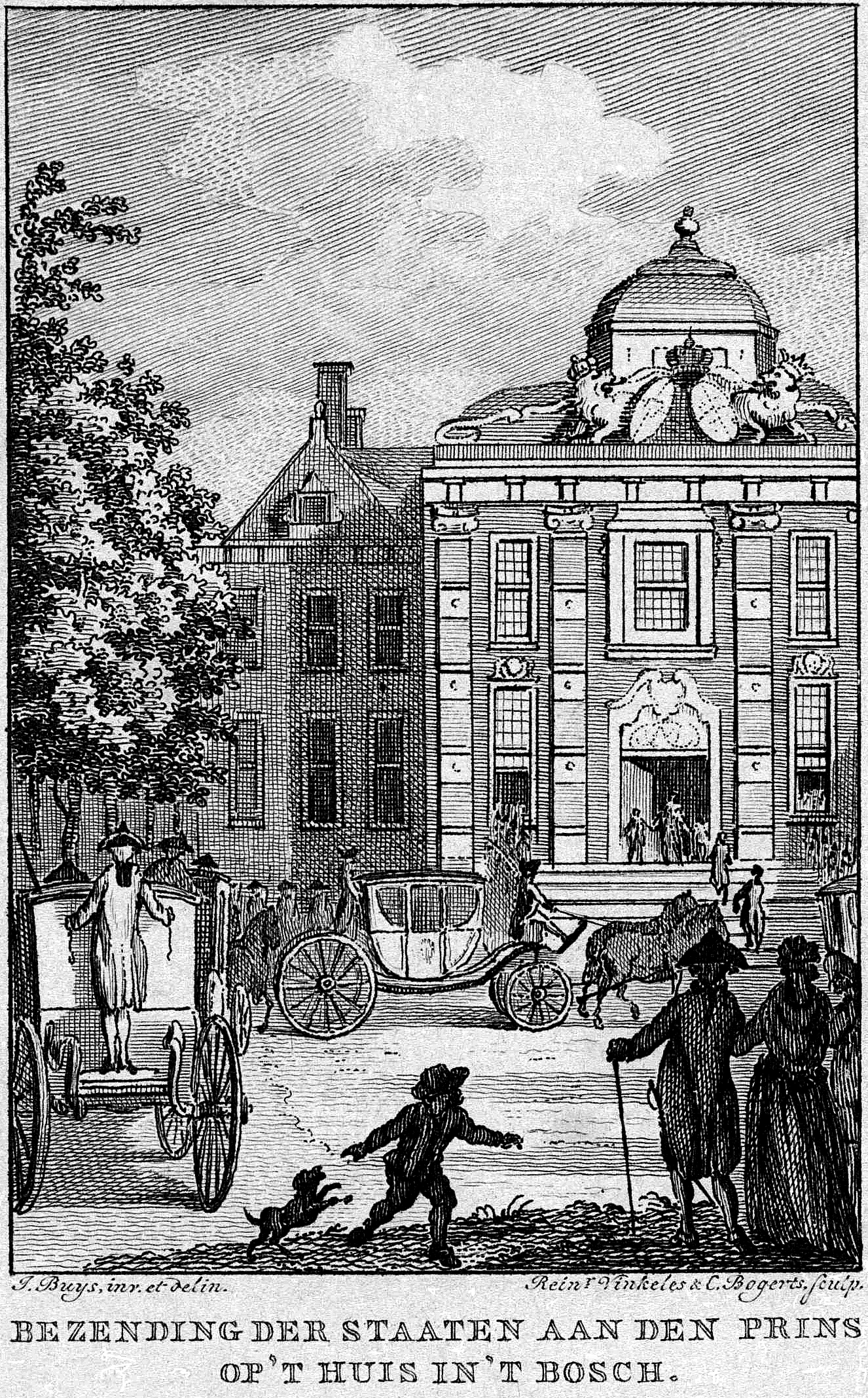
Aankomst van de afvaardiging van de Staten-Generaal van de Nederlanden bij prins Willem V op paleis Huis ten Bosch, 10 juli 1788. Gravure door Reinier Vinkeles, Collectie Rijksmuseum

## Totstandkoming
Toen de vrouw van de erfstadhouder, Wilhelmina van Pruisen op 28 juni 1787 bij een incident met patriotten betrokken raakte, vond haar broer Frederik Willem II van Pruisen daarin een aanleiding om in te grijpen. In september 1787 trok een Pruisisch leger de Nederlanden binnen en herstelde Willem V in zijn waardigheden en rechten. De patriotten werden daarna uit het openbaar bestuur weggezuiverd, waardoor de weg vrij kwam voor de Oranjepartij om zonder belemmeringen de positie van Willem V verder te versterken. Zij stelden de Akte van Garantie op, waarin werd vastgelegd dat het erfstadhouderschap, alsmede de functies van kapitein-generaal (bevelhebber van het leger) en admiraal-generaal (bevelhebber van de vloot), voor eeuwig werden opgedragen aan het Huis Oranje-Nassau. De raadpensionaris van Zeeland, Laurens Pieter van de Spiegel werd na overleg tussen Wilhelmina en de Engelse en Pruisische gezant aangesteld tot raadspensionaris van Holland. Hij probeerde het stadhouderlijk stelsel te herstellen en versterken en was tegen democratische vernieuwing. Daarnaast probeerde Van de Spiegel de Republiek weer op te beuren en ook enkele voorzichtige hervormingen door te voeren, maar die zijn vrijwel allemaal mislukt, mede omdat de Oranjerestauratie erop gericht was om het ancien régime in stand te houden en geen ruimte voor hervormingen toeliet. Van de Spiegels belangrijkste prestatie was de opstelling en uitvoering van de Akte van Garantie, die zeer conservatief en reactionair van aard was.

## De Akte en verdragen
Pruisen en Engeland bemoeiden zich actief met de restauratie, bang als ze waren dat het democratisch-republikeinse gedachtegoed van de patriotten zich ook naar hun landen zou verspreiden. Tevens om te voorkomen dat de Republiek een bondgenootschap zou aangaan met Frankrijk en de Verenigde Staten. Maar ook om Nederlandse militaire steun te krijgen voor het geval er oorlog zou uitbreken met Rusland en/of Oostenrijk, die sinds 1781 een bondgenootschap hadden en sinds 1787 samen succesvol gebieden veroverden op het Ottomaanse Rijk. Op 15 april 1788 sloten te Den Haag eerst Engeland en de Republiek een defensief bondgenootschap, waarbij de Engelsen het erfstadhouderschap zwoeren te garanderen. Dezelfde dag op hetzelfde uur tekenden de Verenigde Provinciën en Pruisen een soortgelijk verdrag te Berlijn. In de nacht van 12 op 13 juni stelden de Pruisische koning en gezant samen met de Engelse gezant op Paleis het Loo een voorlopige alliantie op tussen Pruisen en Engeland, waarin een akte van garantie betreffende het bestel van de Republiek was opgenomen. Van de Spiegel onderhandelde niet mee, maar was wel aanwezig bij de ondertekening.
Op 3 juli 1788 ontving Willem V, in gezelschap van zijn zonen prins Willem en prins Frederik, op Paleis Huis ten Bosch een delegatie van de Staten-Generaal. Zij overhandigden hem de Akte van Garantie, een plechtig document. Het document werd beschouwd als een onlosmakelijk onderdeel van de staatsinrichting van de Republiek der Zeven Verenigde Nederlanden, welke daardoor in toenemende mate trekken begon te vertonen van een eenheidsstaat onder leiding van een absoluut heerser.
Op 13 augustus 1788 werd een definitief bondgenootschap, de Triple Alliantie, gesloten tussen Engeland, Pruisen en de Verenigde Nederlanden, waarin de eerste twee het Oranje erfstadhouderschap waarborgden. Het verdrag was opgesteld met medewerking van Van de Spiegel, maar op dictaat van Engeland. In feite werd de Republiek hiermee een Brits-Pruisisch protectoraat.

## De akte verbrand

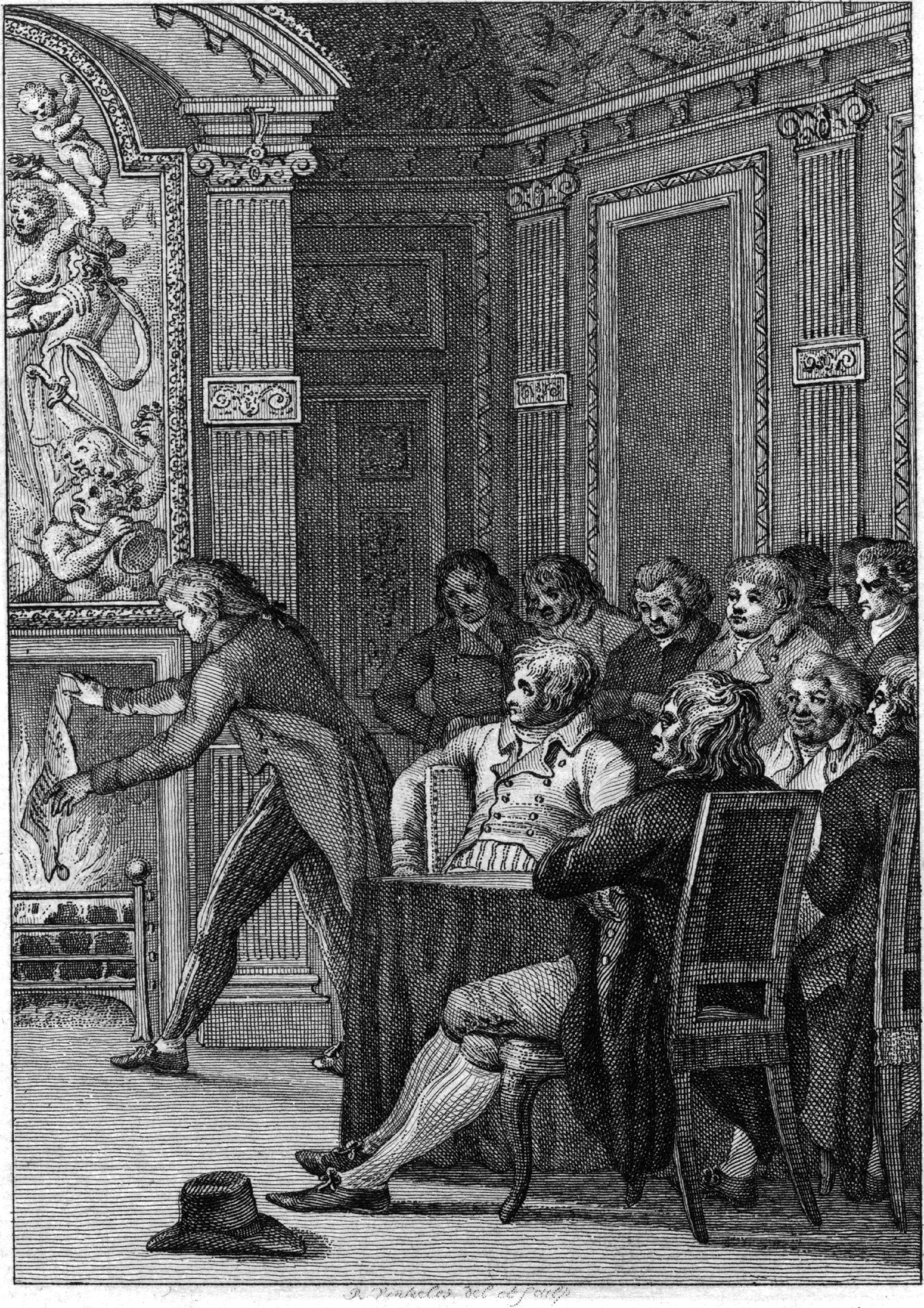
Daniël van Laer verbrandt de Akte van Garantie. (16 februari 1795) Gravure door Reinier Vinkeles. Collectie Rijksmuseum

De Akte van Garantie is zeven jaar van kracht geweest, maar kon niet verhinderen dat uiteindelijk de positie van Willem V in de Nederlanden onmogelijk werd, waarop hij in 1795 na het uitbreken van de Bataafse Revolutie, met zijn gezin naar het buitenland is gevlucht. Als een van de eerste daden van de Provisionele Representanten van het Volk van Holland worden de functies van (erf)stadhouder, kapitein-generaal en admiraal-generaal afgeschaft. Vervolgens werd op 16 februari 1795 de originele Akte van Garantie verbrand in een open haard op het Binnenhof door provisioneel representant Daniël van Laer.